# Grand Prix moto de Grande-Bretagne 2019
Le  Grand Prix moto de Grande-Bretagne 2019 est la 12e manche du championnat du monde de vitesse moto 2019. 
Cette 43e édition du Grand Prix moto de Grande-Bretagne s'est déroulée du 23 au 25 août sur le circuit de Silverstone.